# Turntablism

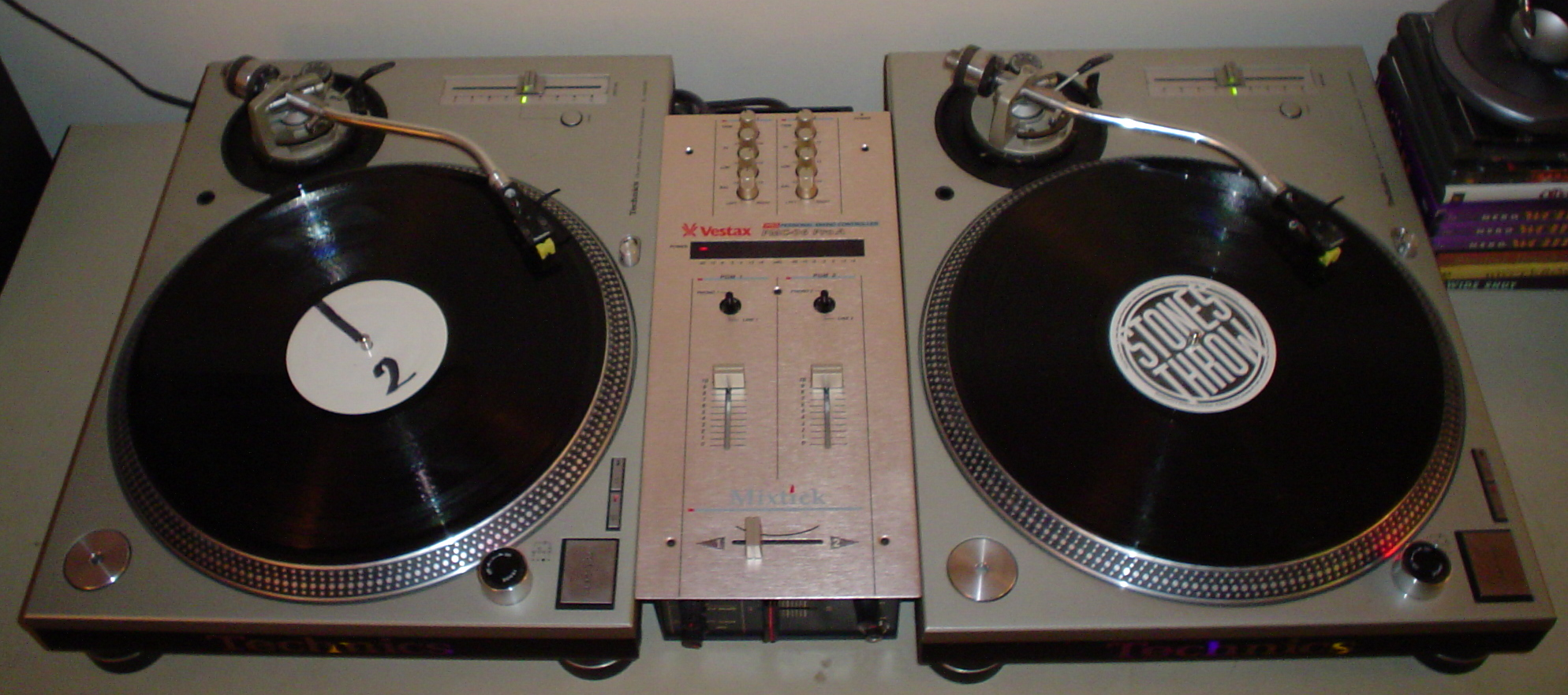
Giradischi e mixer: gli strumenti del turntablist

Il turntablism è l'arte di manipolare i suoni e creare musica mediante il giradischi ed il mixer da DJ.

## Le origini
Il termine fu creato da DJ Babu dei Beat Junkies nel 1995 e differenzia il dj, che più semplicemente seleziona e mixa brani musicali, dal turntablist che invece è colui che esercita una serie di manipolazioni su vinile, puntine e mixer per produrre suoni. È una disciplina che deriva dalla cultura hip hop: Kool Herc fu il creatore dei cosiddetti break musicali che caratterizzarono il background musicale dell'hip hop anni settanta, mentre dobbiamo a Grand Wizard Theodore l'invenzione della celebre tecnica dello scratch.
Il turntablism si può dividere in due sottodiscipline che sono lo scratch e il beat juggling. Ognuna di queste è composta da svariate tecniche più o meno avanzate che si possono ammirare nei contest nazionali e internazionali come quelle organizzate dalla DMC o dall'ITF (ora divenuto IDA)
Nella storia del turntablism si può considerare una "vecchia scuola" e una "nuova scuola" dati i molti progressi nell'ambito tecnologico con l'invenzione di nuovi giradischi con forze di trazione superiori e mixer più avanzati soprattutto per quanto riguarda la scorrevolezza dei fader e gli effetti.
Tra i più noti turntablist possiamo citare: Afrika Bambaataa, Grandmaster Flash, DJ Grand Mixer DXT Jam Master Jay, DJ Qbert, Mix Master Mike, A-Trak, DJ Craze, D-Styles, Roc Raida, Rob Swift, Kid Koala, DJ Shadow, e le crew Invisible Skratch Piklz X-Ecutioners, Allies, Birdy Nam Nam e C2C.
In Italia ricordiamo le storiche crew Alien Army con DJ Gruff, DJ Skizo, DJ Tayone, John Type e la crew Men In Scratch con DJ Myke e DJ Aladyn. Altri capostipiti del turntablism in Italia sono DJ Jad e Giorgio Prezioso.
Nell'ultimo decennio, grazie anche alla rinascita del vinile, il turntablism in Italia ha continuato la sua crescita portando in giro per il mondo la propria scuola, grazie a personaggi come DJ Mandrayq, DJ 2P, DJ Bront, DJ Gengis, DJ Craim ed a team come gli Scratch Busters e i Blatters.